# Cosmethis interrupta
Cosmethis interrupta är en fjärilsart som beskrevs av Butler 1879. Cosmethis interrupta ingår i släktet Cosmethis och familjen mätare. Inga underarter finns listade i Catalogue of Life.